# Micrempis setifrons
Micrempis setifrons är en tvåvingeart som först beskrevs av Mario Bezzi 1904.  Micrempis setifrons ingår i släktet Micrempis och familjen puckeldansflugor. Inga underarter finns listade i Catalogue of Life.